# Liste der Naturdenkmäler in Prags
Die Liste der Naturdenkmäler in Prags (italienisch Braies) enthält die 23 als Naturdenkmal ausgewiesenen Objekte auf dem Gebiet der Gemeinde Prags in Südtirol.
Basis ist das im Internet einsehbare offizielle Verzeichnis der Naturdenkmäler in Südtirol (Stand: 23. Januar 2015). Dabei kann es sich um botanische, geologische oder hydrologische Naturdenkmäler handeln. Die Reihenfolge in dieser Liste orientiert sich an der ID, alternativ ist sie auch nach dem Namen sortierbar.

## Liste
| Foto |                 | Name                                                         | Standort                     | Beschreibung                                  |
| ---- | --------------- | ------------------------------------------------------------ | ---------------------------- | --------------------------------------------- |
| BW   | Datei hochladen | Zirbelkiefer bei Plung ID: 069_G01                           | 46° 43′ 4″ N, 12° 8′ 38″ O   | Botanisches Naturdenkmal: Zirbe               |
| BW   | Datei hochladen | Esche in St. Veit ID: 069_G02                                | 46° 42′ 43″ N, 12° 5′ 51″ O  | Botanisches Naturdenkmal: Esche               |
| BW   | Datei hochladen | Mineralquelle in Altprags ID: 069_G03                        | 46° 42′ 28″ N, 12° 9′ 20″ O  | Hydrologisches Naturdenkmal: Quelle           |
| BW   | Datei hochladen | Häuslermoos ID: 069_G04                                      | 46° 43′ 7″ N, 12° 6′ 9″ O    | Hydrologisches Naturdenkmal: Hangniedermoor   |
| BW   | Datei hochladen | Schmiedenau ID: 069_G05                                      | 46° 43′ 15″ N, 12° 8′ 6″ O   | Hydrologisches Naturdenkmal: Feuchtgebiet     |
| BW   | Datei hochladen | Gipfelüberschiebung der Roten Wand-Kleine Gaisl ID: 069_P01  | 46° 39′ 9″ N, 12° 6′ 56″ O   | Geologisches Naturdenkmal: Gesteinsschichtung |
| ja   | Datei hochladen | Pragser Wildsee ID: 069_P02                                  | 46° 41′ 37″ N, 12° 5′ 7″ O   | Hydrologisches Naturdenkmal: See              |
| BW   | Datei hochladen | Seebel ID: 069_P03                                           | 46° 40′ 21″ N, 12° 5′ 45″ O  | Hydrologisches Naturdenkmal: See              |
| BW   | Datei hochladen | Heilquellen von Bad Neuprags ID: 069_P04                     | 46° 42′ 42″ N, 12° 6′ 16″ O  | Hydrologisches Naturdenkmal: Quelle           |
| BW   | Datei hochladen | Bedeutende Quellgruppen ID: 069_P05                          | 46° 41′ 50″ N, 12° 8′ 56″ O  | Hydrologisches Naturdenkmal: Quelle           |
| BW   | Datei hochladen | End- und Seitenmoränen des Schlernstadiums ID: 069_P06       | 46° 42′ 0″ N, 12° 9′ 1″ O    | Geologisches Naturdenkmal: Moräne             |
| BW   | Datei hochladen | Seitenmoränen des Schlern Stadiums ID: 069_P07               | 46° 41′ 40″ N, 12° 10′ 36″ O | Geologisches Naturdenkmal: Moräne             |
| BW   | Datei hochladen | Bergsturzmoräne des Pragser Wildsees ID: 069_P08             | 46° 42′ 11″ N, 12° 5′ 16″ O  | Geologisches Naturdenkmal: Moräne             |
| BW   | Datei hochladen | Endmoränen des Daun Stadiums ID: 069_P09                     | 46° 39′ 18″ N, 12° 7′ 37″ O  | Geologisches Naturdenkmal: Moräne             |
| BW   | Datei hochladen | Endmoränen des Daun Stadiums ID: 069_P10                     | 46° 38′ 40″ N, 12° 9′ 25″ O  | Geologisches Naturdenkmal: Moräne             |
| BW   | Datei hochladen | Endmoränen des Daun Stadiums ID: 069_P11                     | 46° 38′ 28″ N, 12° 9′ 46″ O  | Geologisches Naturdenkmal: Moräne             |
| BW   | Datei hochladen | Moränen des 1850er Verstoßes ID: 069_P12                     | 46° 38′ 35″ N, 12° 9′ 4″ O   | Geologisches Naturdenkmal: Moräne             |
| BW   | Datei hochladen | Moränen des 1850er Verstoßes ID: 069_P13                     | 46° 38′ 21″ N, 12° 9′ 21″ O  | Geologisches Naturdenkmal: Moräne             |
| BW   | Datei hochladen | Murkegel ID: 069_P14                                         | 46° 42′ 2″ N, 12° 4′ 44″ O   | Geologisches Naturdenkmal: Murkegel           |
| BW   | Datei hochladen | Murkegel ID: 069_P15                                         | 46° 41′ 21″ N, 12° 8′ 55″ O  | Geologisches Naturdenkmal: Murkegel           |
| BW   | Datei hochladen | Murkegel ID: 069_P16                                         | 46° 40′ 28″ N, 12° 8′ 57″ O  | Geologisches Naturdenkmal: Murkegel           |
| BW   | Datei hochladen | Zeitlich nicht genau feststellbare Seitenmoränen ID: 069_P17 | 46° 41′ 17″ N, 12° 1′ 31″ O  | Geologisches Naturdenkmal: Moräne             |
| BW   | Datei hochladen | Zeitlich nicht genau feststellbare Seitenmoränen ID: 069_P18 | 46° 40′ 58″ N, 12° 9′ 0″ O   | Geologisches Naturdenkmal: Moräne             |

| Foto: | Fotografie des Naturdenkmals. Klicken des Fotos erzeugt eine vergrößerte Ansicht. Daneben finden sich zwei Symbole: |
| ID    | Identifikator bei der Abteilung Natur, Landschaft und Raumentwicklung der Südtiroler Landesverwaltung               |